# 통양배추절임
통양배추절임은 발칸 반도를 비롯한 동남유럽 지역에서 먹는 양배추 발효식품이다. 자우어크라우트와 달리 양배추를 통으로 절여 발효시킨다. 사르마나 포드바라크 등을 만드는 데 쓰인다.

## 이름
- 루마니아·몰도바: 바르저 무라터(루마니아어: varză murată), 바르저 아크러(루마니아어: varză acră)
- 몬테네그로·보스니아 헤르체고비나·세르비아·크로아티아: 키셀리 쿠푸스(세르보크로아트어: kiseli kupus)
- 북마케도니아: 라솔(마케도니아어: расол), 키셀라 젤카(마케도니아어: кисела зелка)
- 불가리아: 키셀로 젤레(불가리아어: кисело зеле)
- 알바니아·코소보: 라커르 투르시(알바니아어: lakër turshi)

## 만들기
양배추는 겉껍질과 심을 제거하고, 항아리에 담는다. 물에 소금을 타서 항아리에 붓고, 뚜껑을 닫은 뒤 한두 달 발효시키는데, 이때 김치와 마찬가지로 젖산 발효가 이루어진다. 겨자무 뿌리나 셀러리, 마르멜루 등을 넣기도 하며, 딜, 백리향, 월계수 잎 등의 허브나 후추, 캐러웨이 등의 향신료를 넣기도 한다.

## 사진

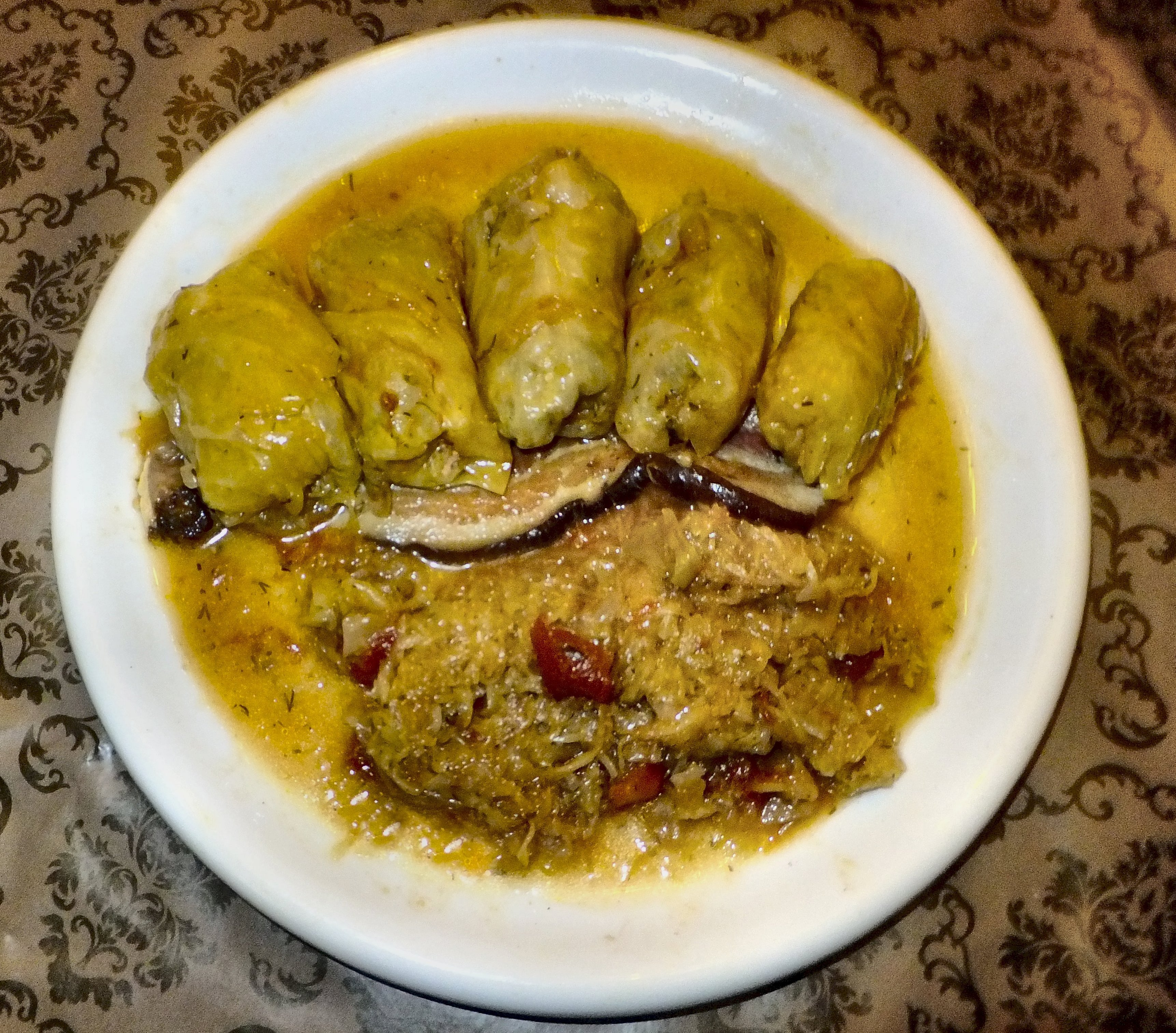
사르마
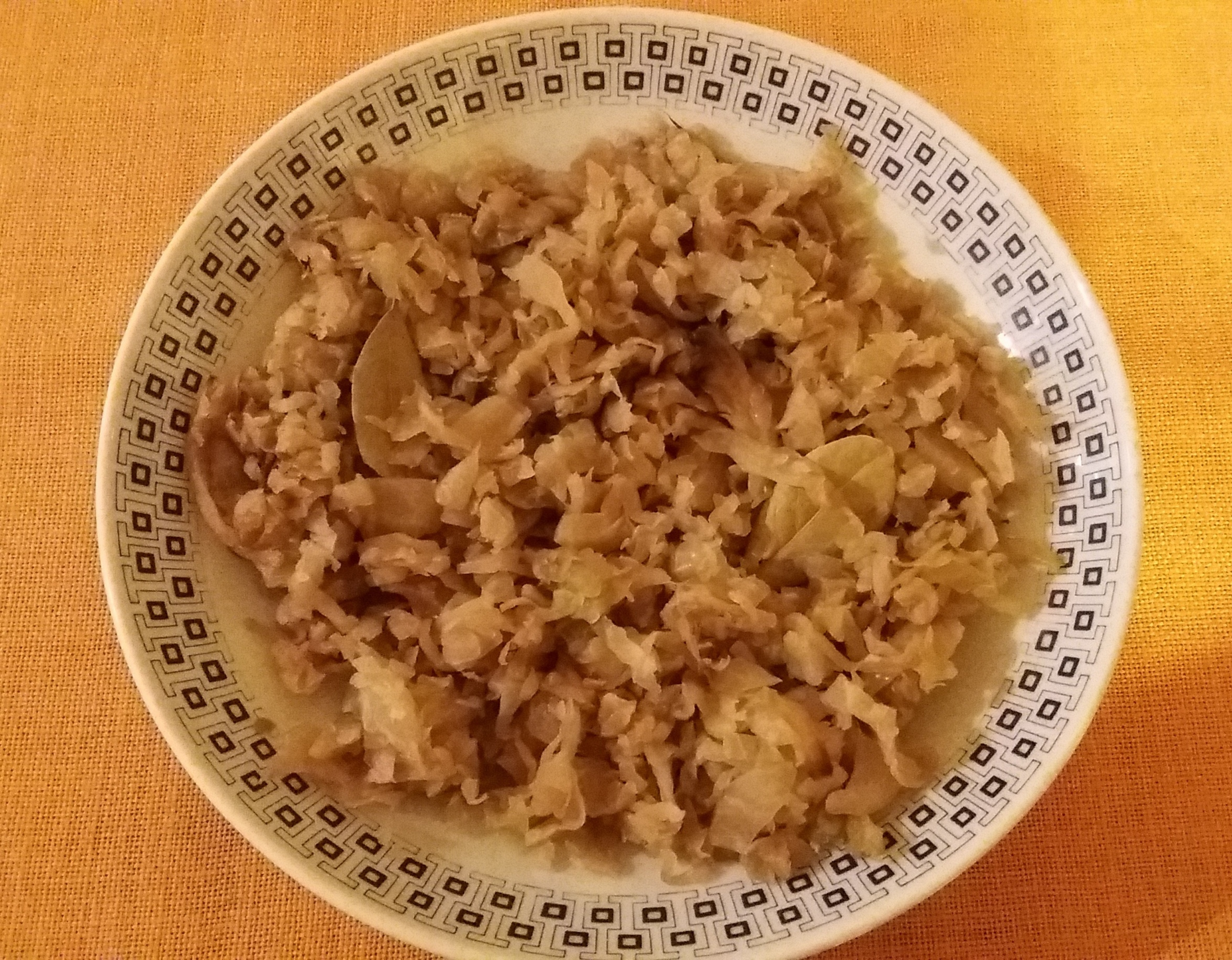
포드바라크

## 같이 보기
- 자우어크라우트
- 슈크루트